# Джелаба
Джелаба е традиционна берберска дреха, представляваща дълъг, свободен халат с островърха качулка и с широки ръкави, разпространена сред мъжете и жените от арабскоезичните страни от Средиземноморието, преди всичко северноафриканските. Понастоящем е разпространена най-много в Мароко.
Традиционно джелабите са изработват от груба вълна или памук. В редица берберски племена цветът на джелабата показва семейния статут на човека, който я носи (напр. тъмнокафяви джелаби носят ергените). Наличието на качулка в дрехата се обяснява с необходимостта да се защити носещият я от слънцето и пясъка в горещия климат на пустинята; понякога в качулката също се предвиждало нещо като джоб за запасяване с малко количество храна.